# ابر کومولونیمبوس
کومولونیمبوس (به انگلیسی: Cumulonimbus) یا 'ابر کومه‌ای بارا نوعی ابر است که بلند و متراکم می‌باشد و همراه با صاعقه بوده و پیش از طوفان ظاهر می‌گردد. این ابرها از توده‌های بزرگ و انبوه ابر که به شکل کوه عظیمی است، تشکیل می‌گردند. کومولونیمبوس از دو واژه لاتین کومولوس به معنای انباشته و نیمبوس به معنای باران ساخته شده‌است. این ابرها می‌توانند به تنهایی، یا در کنار یک جبهه هوای سرد در آسمان ظاهر شوند.
ابر کومه‌ای بارا ابر سنگین و چگال، با گسترش قائم چشمگیر و به شکل کوه یا برج‌های عظیم است؛ دست‌کم بخشی از قسمت فوقانی آن معمولاً هموار یا رشته‌رشته یا مخطط و همواره تخت است؛ این بخش اغلب به شکل سندان یا پرهٔ بسیار بزرگ گسترش می‌یابد. زیر پایه این ابر که معمولاً بسیار تیره‌رنگ است، غالباً ابرهای پاره‌پاره وجود دارد که ممکن است به آن پیوسته یا از آن جدا باشند. بارش آن گاهی به صورت میلابی دیده می‌شود.
ابرهای کومولونیمبوس (Cumulonimbus) ابرهایی هستند که رشد عمودی بارزی داشته و معمولاً از ارتفاعات پایین تا ارتفاعات بسیار بالاتر کشیده می‌شوند. این ابرها حتی ممکن است تا لایه تروپوپاز که مرز بین لایه اول و دوم اتمسفر می‌باشد رشد کنند. ابرهای کومولونیمبوس که به ابرهای CB در هوانوردی مشهور می‌باشند، خطرناک‌ترین ابر در هوانوردی شناخته شده‌اند چرا که خطر یخ زدگی شدید بدنه هواپیما و همچنین وجود تلاطمات بسیار شدید را دارا می‌باشند. در درون این ابرها جریانات بسیار شدید بالا رونده و پایین رونده وجود دارد و معمولاً رعد و برق و بارندگی‌های شدیدی از قبیل باران، برف و تگرگ توسط این ابرها به وجود می‌آیند
این ابرها را توده‌های بزرگ و انبوه ابر که به شکل برج عظیمی سر به آسمان کشیده‌اند تشکیل می‌دهند. رنگ قسمت فوقانی در این ابرها متمایل به آبی و زیر پایهٔ این ابر معمولاً بسیار تیره است. این ابرها به نام ابرهای رعدوبرق نیز معروف‌اند و بارندگی آنها به‌صورت رگباری است. اغلب با یک جبهه سرد و فعال همراه بوده یا در اثر ناپایداری محلی ایجاد می‌شوند و در عرض‌های میانه اغلب در اوایل بهار و پاییز مشاهده می‌شوند.
ابری که از ابر کومه‌ای بارا زاده شده باشد را کومه‌ای بارازاد (به انگلیسی: cumulonimbogenitus) می‌گویند.

## نگارخانه

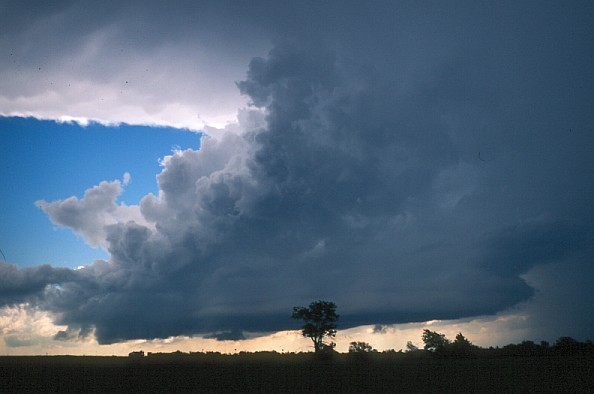
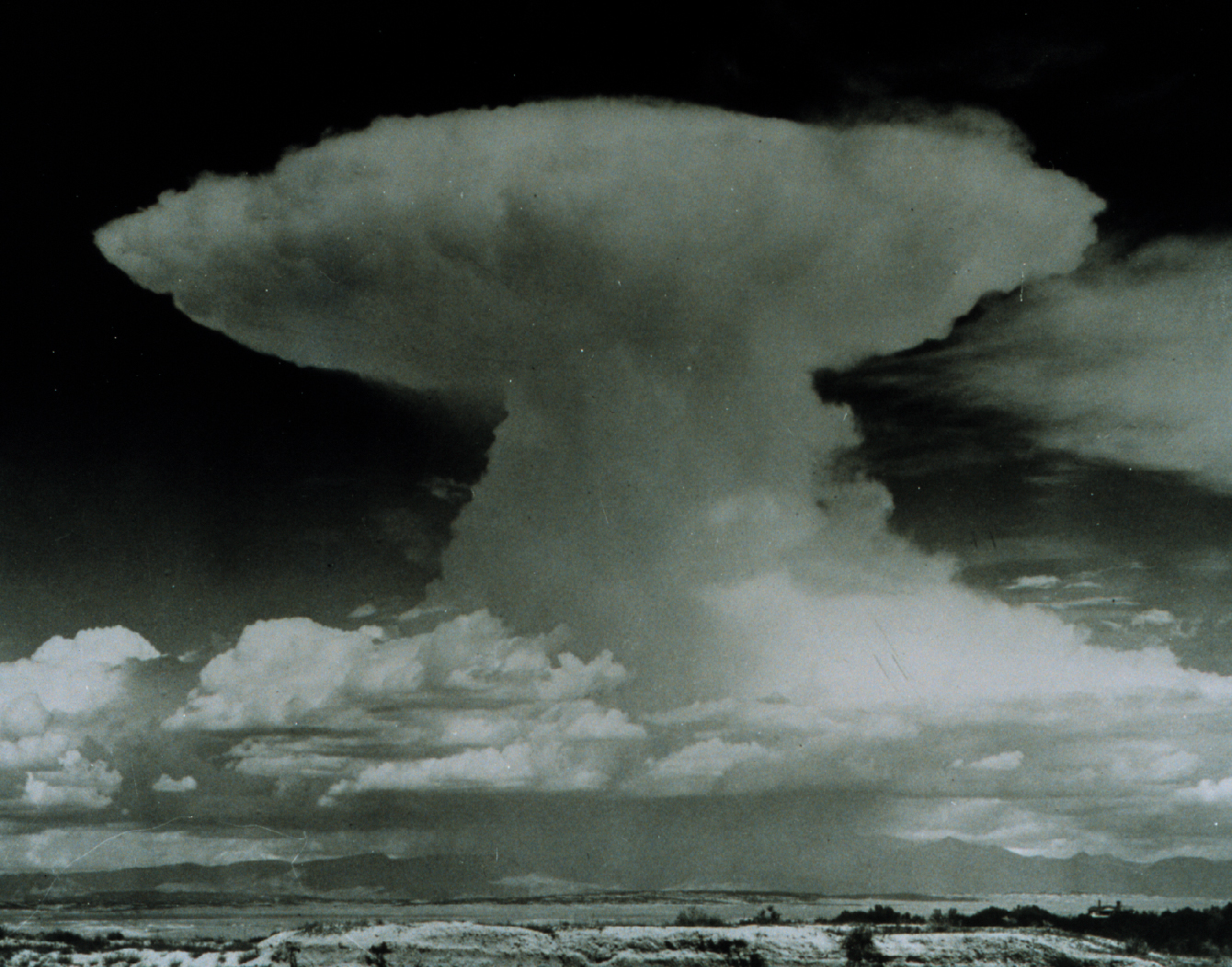
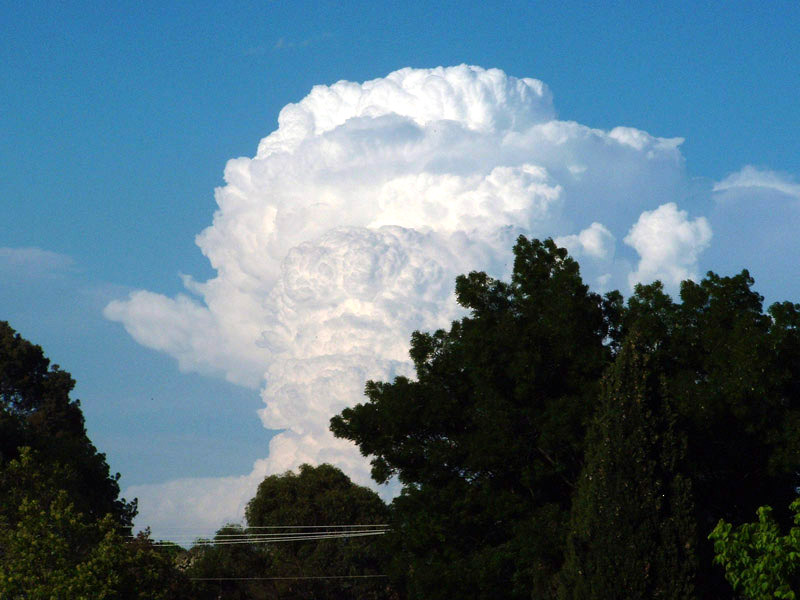